# Das Haus am Meer (1924)
Das Haus am Meer ist ein deutsches Stummfilmdrama von 1924 mit Asta Nielsen.

## Handlung
Teresa und ihr Mann, der Fischer Enrico, verbringen ein einfaches und harmonisches Leben in ihrem einsam gelegenen Haus am Meer in südlichen Gefilden zusammen. Eines Tages tauchen Soldaten auf, die von diesem Hafenstädtchen in die Vereinigten Staaten eingeschifft werden sollen. Sie erkennen in Teresa eine ehemalige Prostituierte, einer umarmt sie sogar. Vergeblich versucht sie ihre Vergangenheit vor Enrico zu verbergen, der darüber tief enttäuscht ist.
Das gemeinsame Glück scheint zerstört, und Enrico lässt sich nun, als Ersatz für einen wegen Trunkenheit ausgefallenen Mann, selbst nach Amerika anwerben. Als er das Schiff betritt, stürzt sich Teresa in selbstmörderischer Absicht in die Meeresfluten. Doch Enrico erkennt seinen drohenden Verlust und rettet sie vor dem Ertrinken. Aus dieser Krise gehen die beiden als Paar gestärkt hervor.

## Produktionsnotizen
Das Haus am Meer passierte die Filmzensur am 9. Februar 1924, erhielt Jugendverbot und wurde am 28. März 1924 im U.T. Nollendorfplatz uraufgeführt. In Österreich lief der Film unter dem Titel Die Verkauften am 24. April 1924 an.
Dem Film lag das gleichnamige Bühnenstück von Stefan Zweig zugrunde, das am 26. Oktober 1912 am Wiener Burgtheater uraufgeführt wurde.
Die Filmbauten wurden von Kurt Richter entworfen.

## Kritik
„Das Sujet hat die packenden Konflikte des zum Vorwurfe dienenden Werkes ungeschwächt in Filmische übertragen, wie auch die Darstellung ihm völlig gerecht wird. Die Nielsen bietet wieder eine Spitzenleistung, Chamara und Steinrück sind ihr würdige Partner. Schöne Meeresbilder in sehr guter Photographie schaffen dem Geschehenen einen wirkungsvollen Hintergrund.“